# Llista de peixos de Mali

Localització de Mali a l'Àfrica Occidental

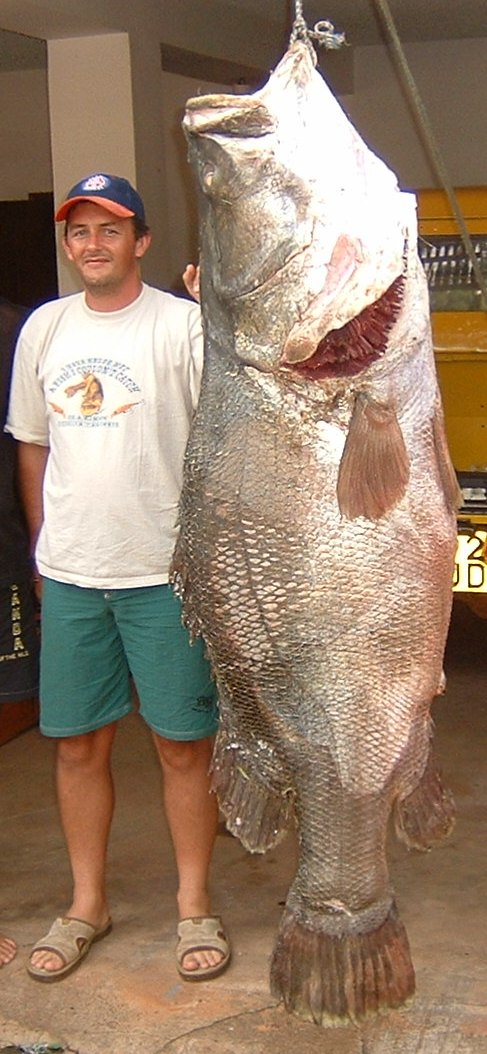
Perca del Nil (Lates niloticus)

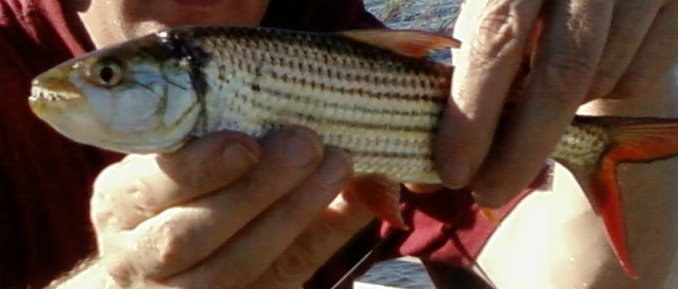
Hydrocynus vittatus

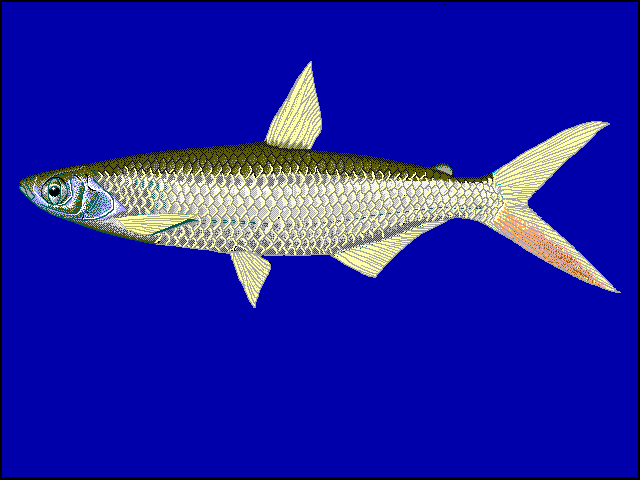
Alestes baremoze

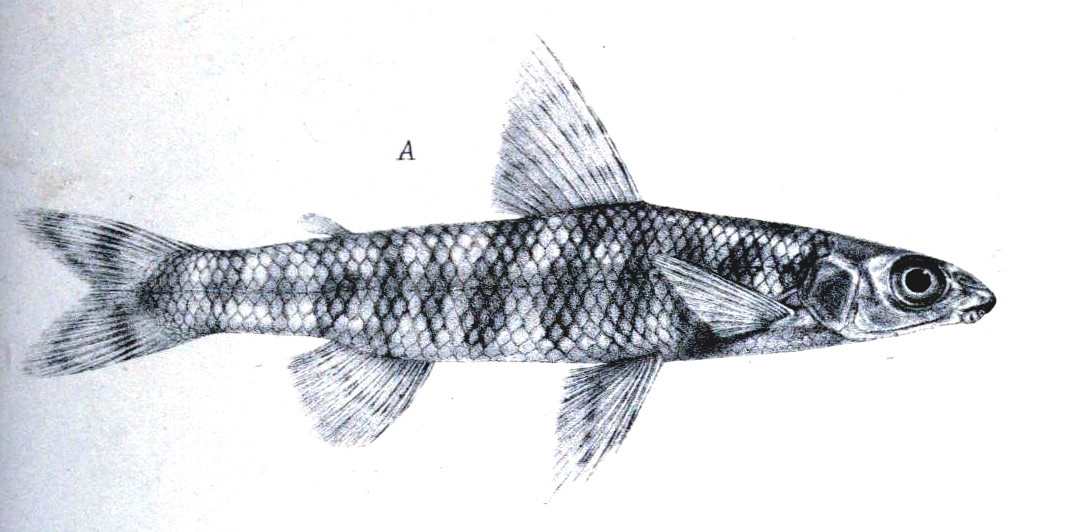
Nannocharax fasciatus

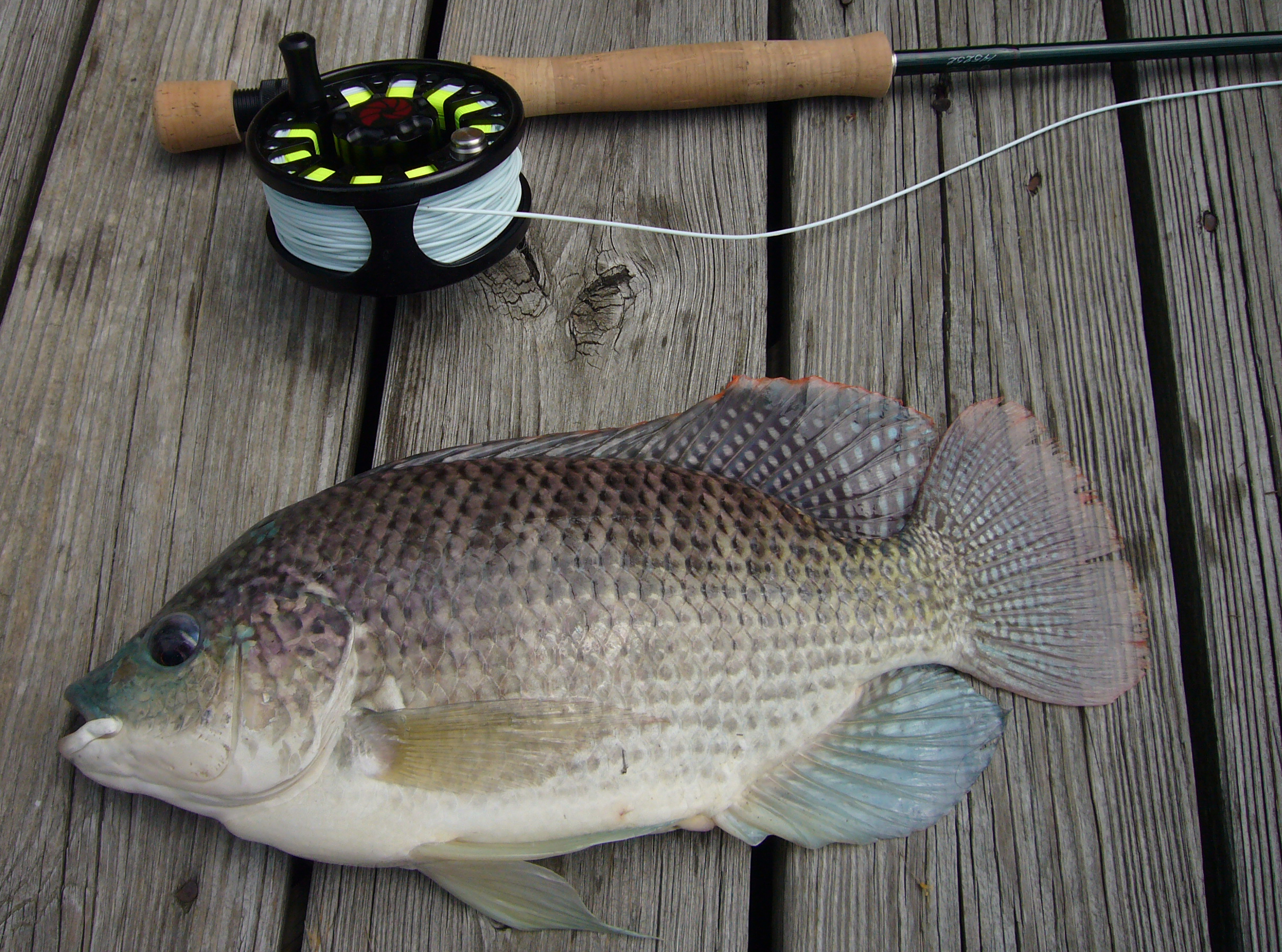
Oreochromis aureus

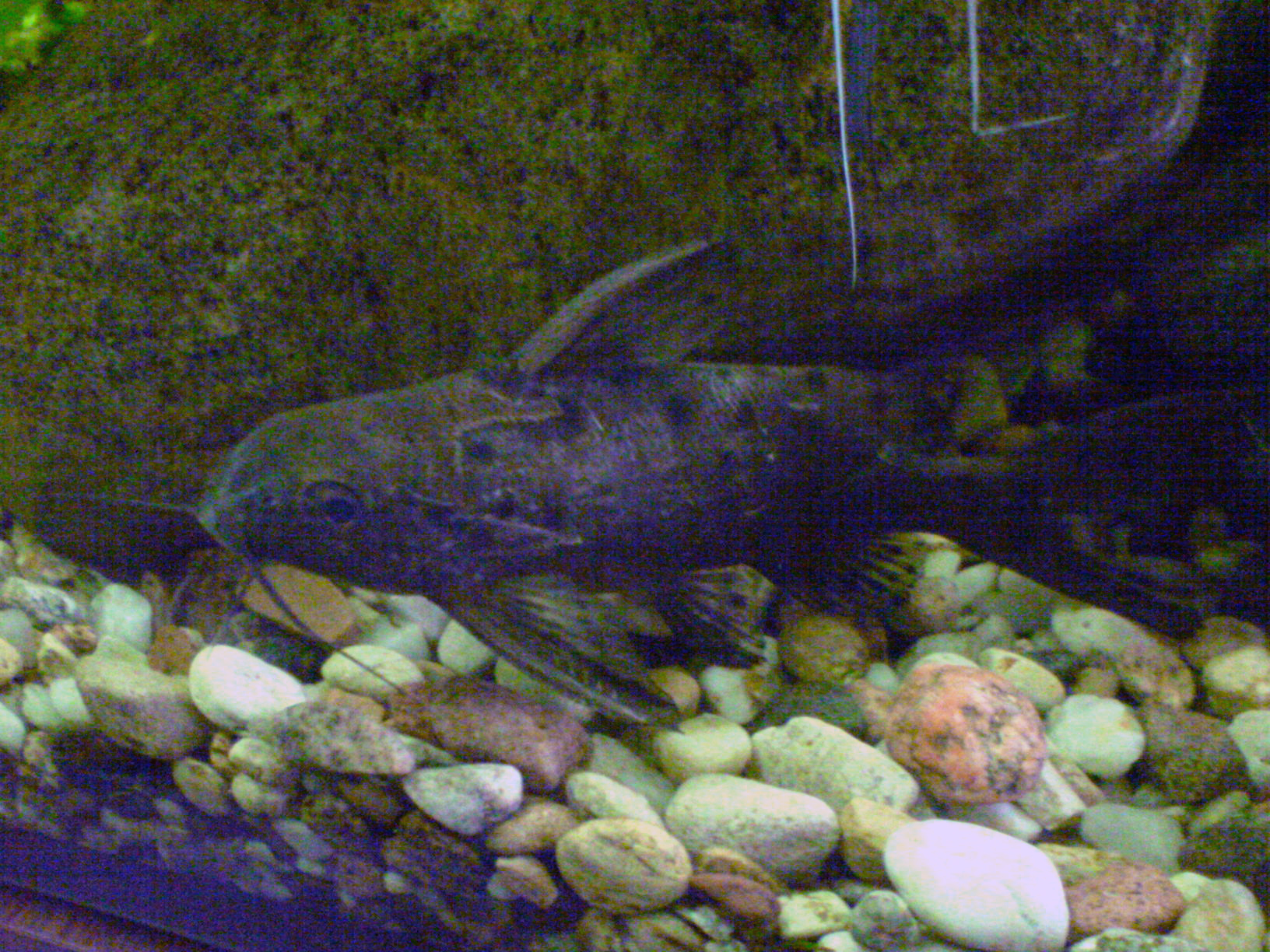
Synodontis ocellifer

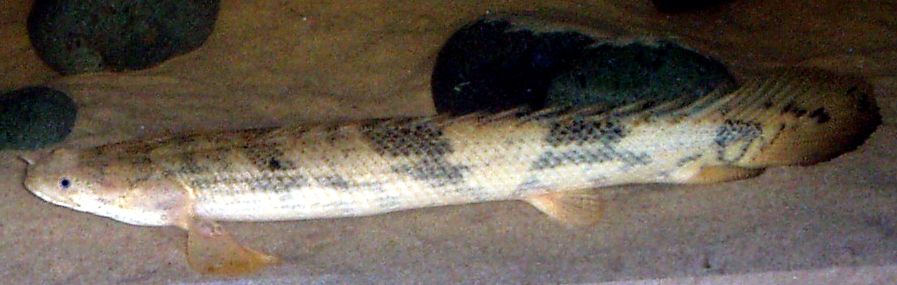
Polypterus endlicherii

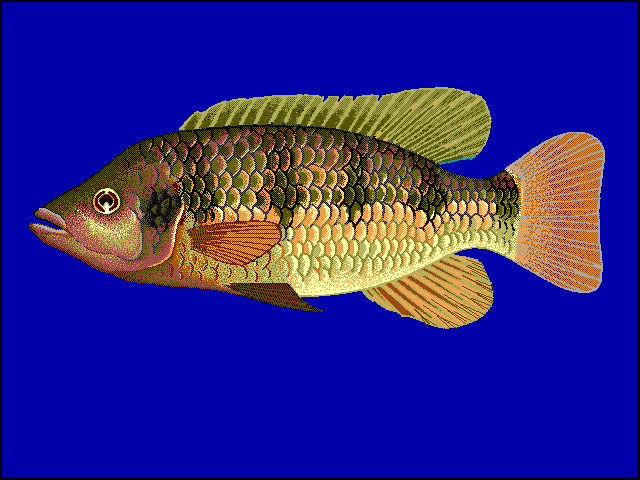
Hemichromis fasciatus

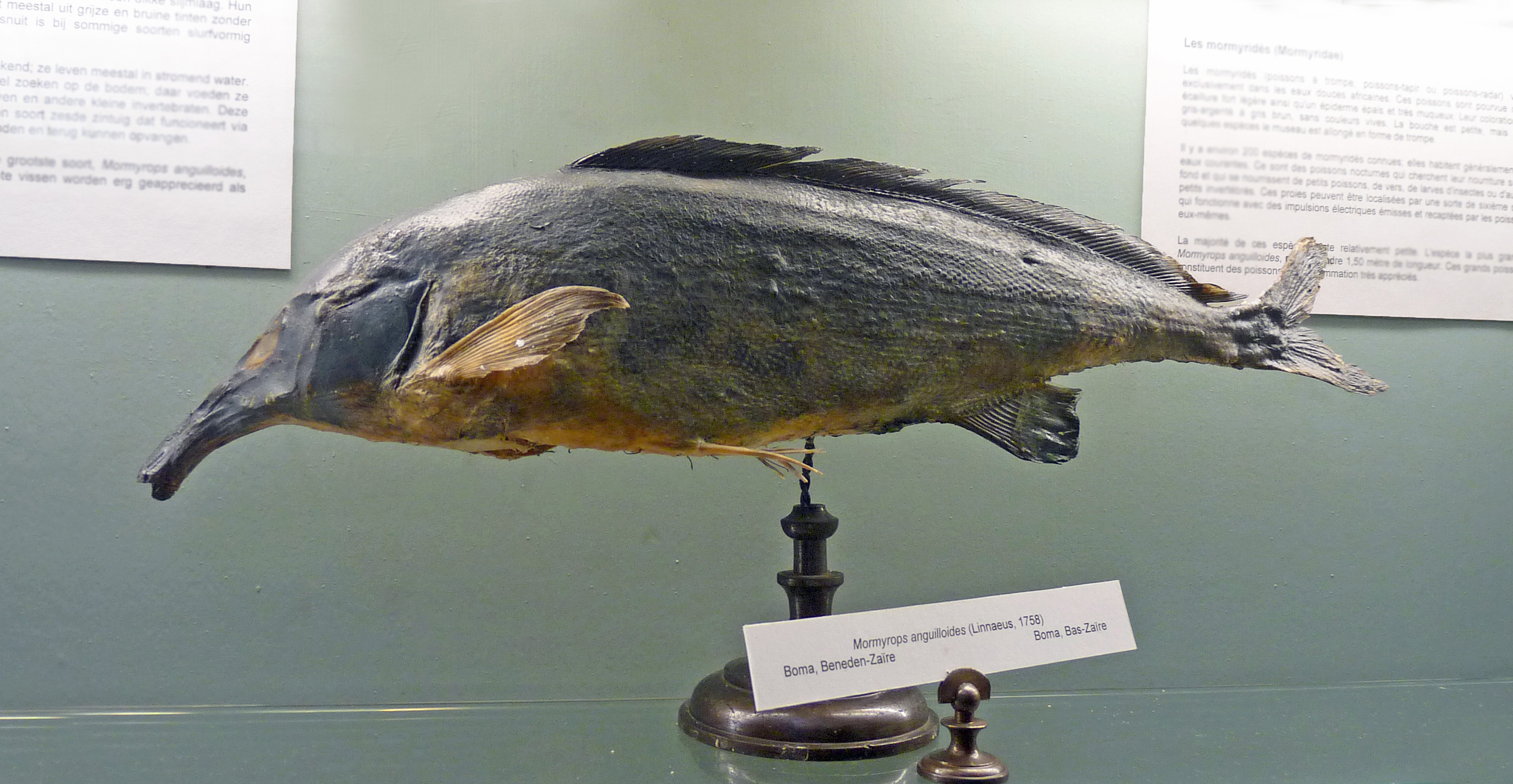
Mormyrops anguilloides

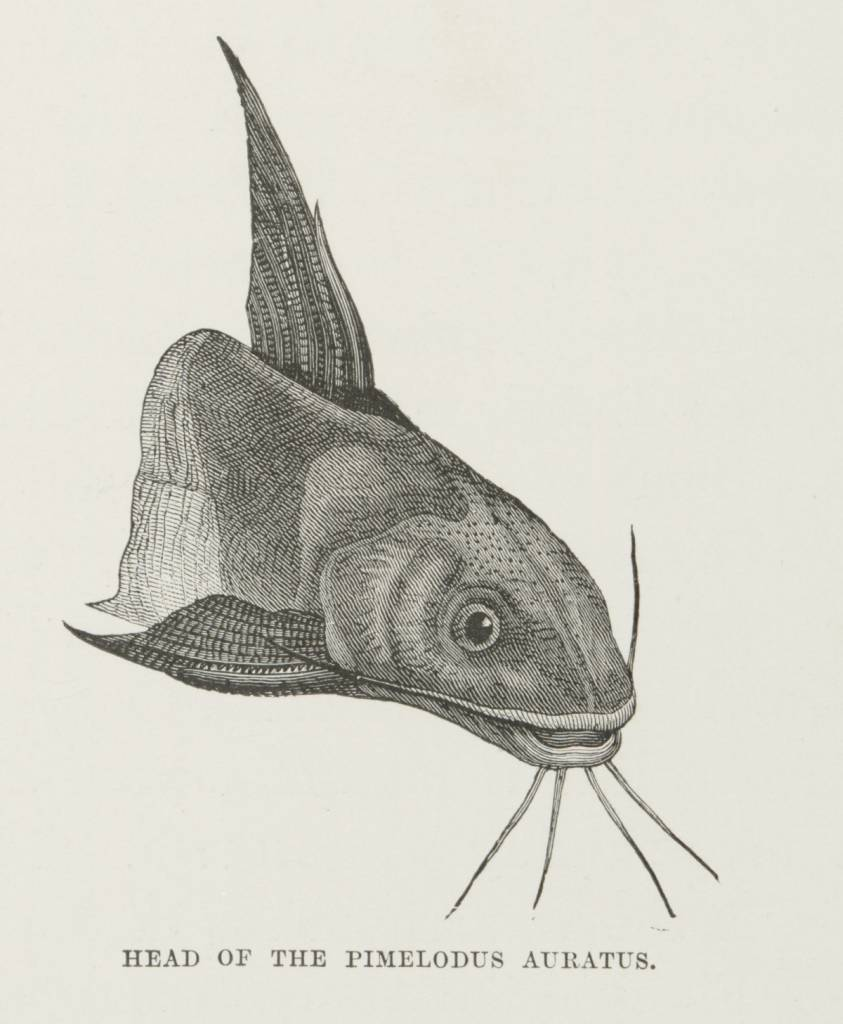
Chrysichthys auratus

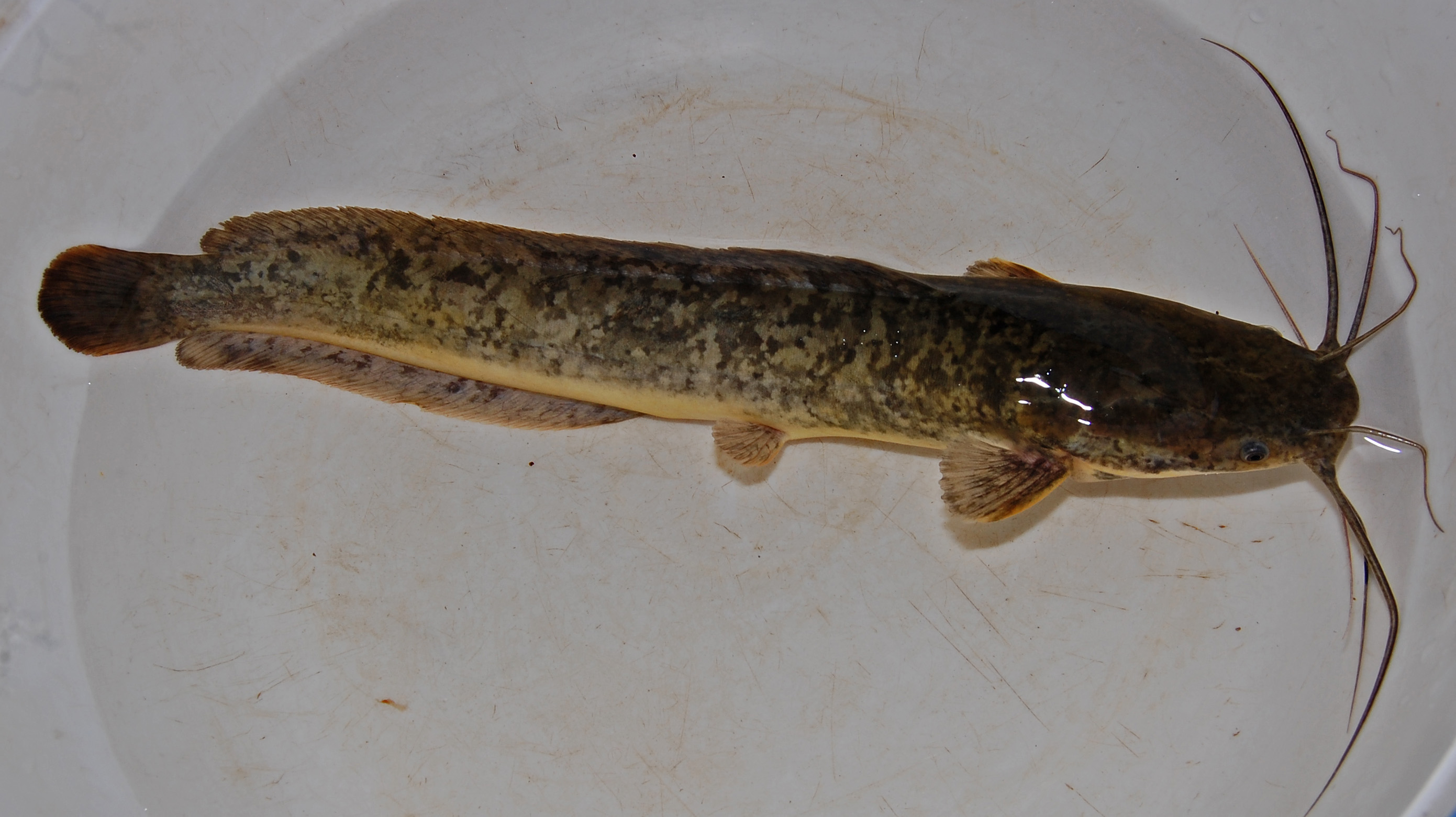
Clarias gariepinus

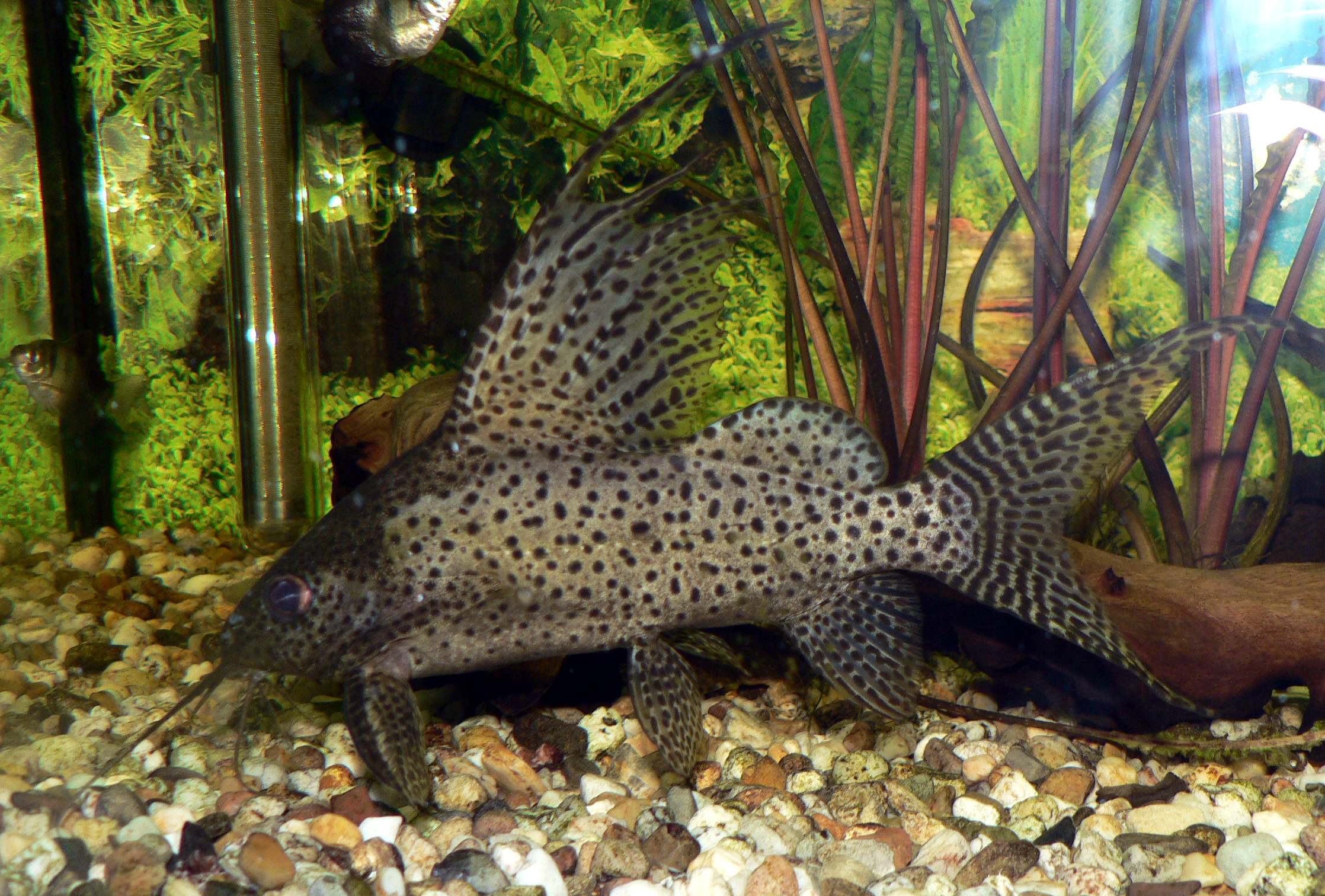
Synodontis eupterus

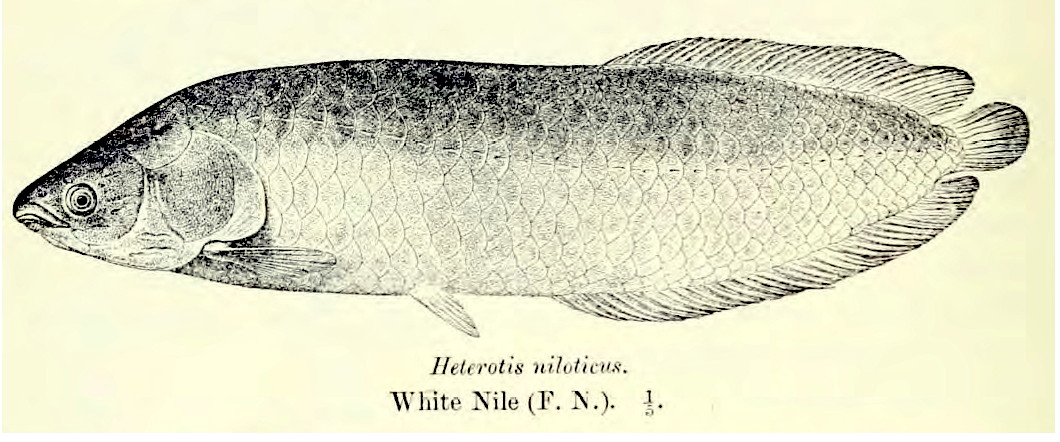
Heterotis niloticus (il·lustració del 1909)

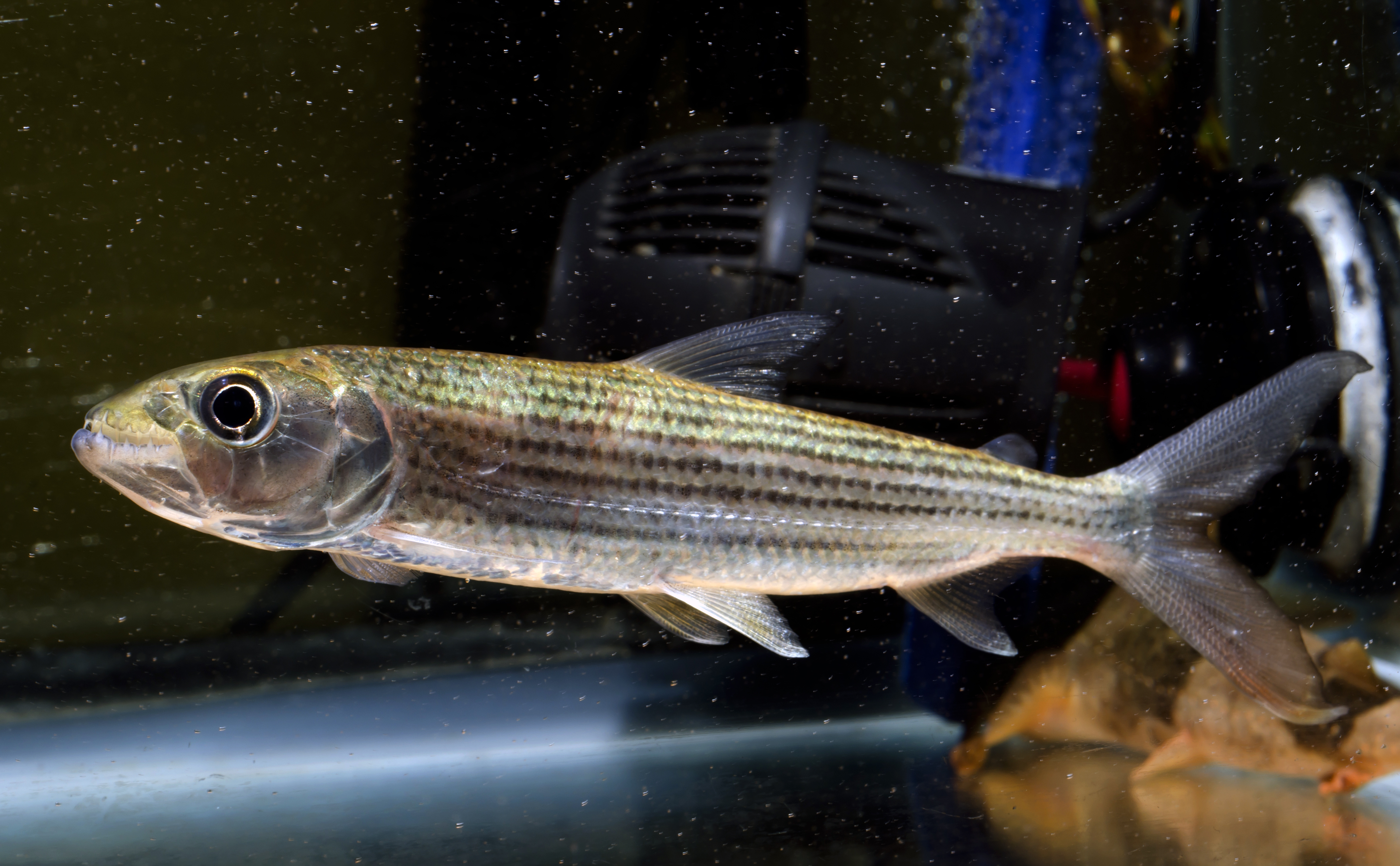
Hydrocynus brevis

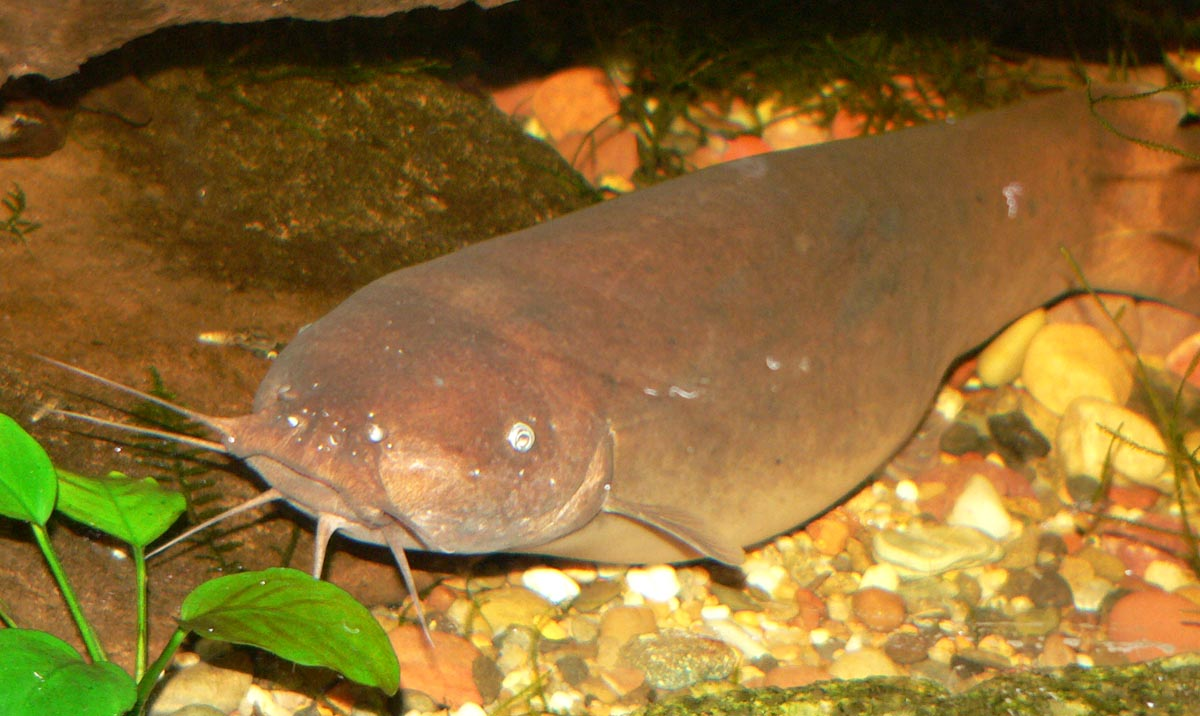
Peix gat elèctric (Malapterurus electricus)

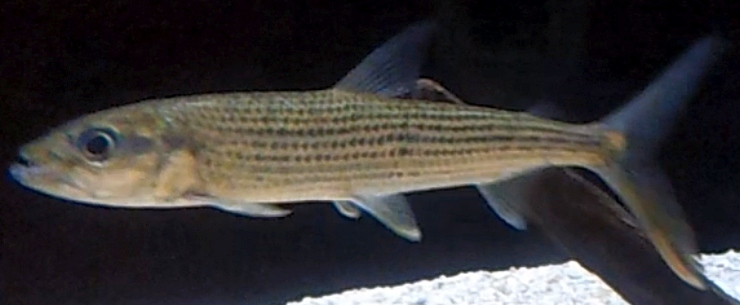
Hydrocynus forskahlii

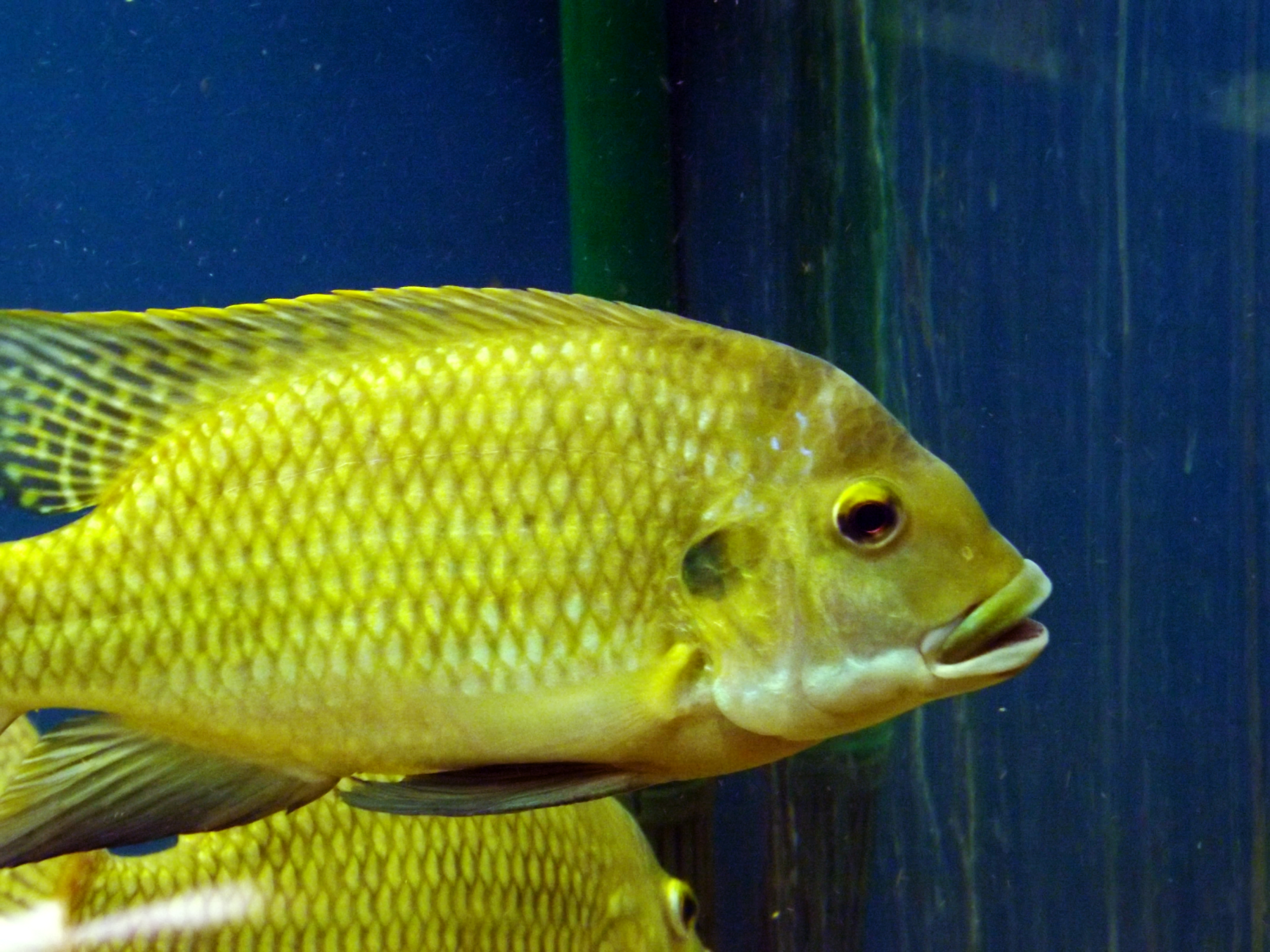
Tilapia zillii

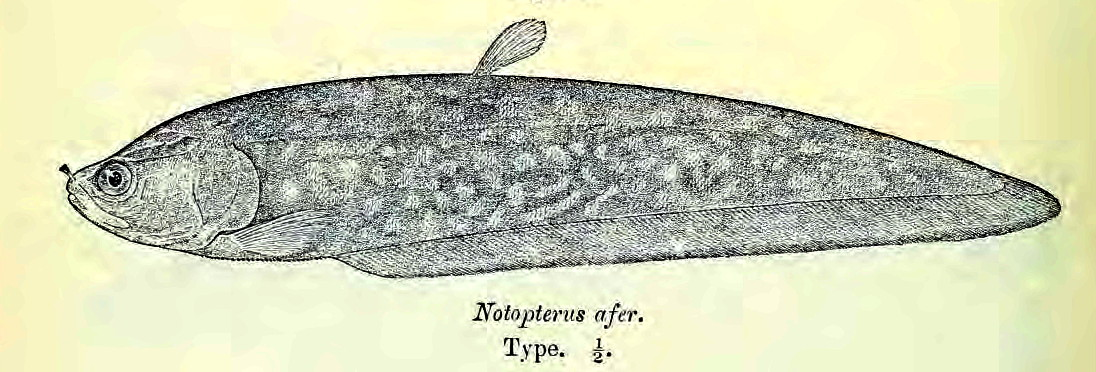
Papyrocranus afer (il·lustració del 1909)

Aquesta llista de peixos de Mali inclou 141 espècies de peixos que es poden trobar actualment a Mali ordenades per l'ordre alfabètic de llur nom científic.

## A
- Alestes baremoze
- Alestes dentex
- Amphilius atesuensis
- Amphilius platychir
- Amphilius rheophilus
- Andersonia leptura
- Arius gigas
- Auchenoglanis biscutatus
- Auchenoglanis occidentalis

## B
- Bagrus bajad
- Bagrus docmak
- Bagrus filamentosus
- Barbus ablabes
- Barbus anema
- Barbus baudoni
- Barbus callipterus
- Barbus callipterus
- Barbus eburneensis
- Barbus foutensis
- Barbus leonensis
- Barbus macinensis
- Barbus macrops
- Barbus nigeriensis
- Barbus niokoloensis
- Barbus perince
- Barbus pobeguini
- Barbus punctitaeniatus
- Barbus stigmatopygus
- Barbus sublineatus
- Brevimyrus niger
- Brienomyrus longianalis
- Brycinus leuciscus
- Brycinus macrolepidotus
- Brycinus nurse

## C
- Campylomormyrus tamandua
- Chelaethiops bibie
- Chiloglanis batesii
- Chiloglanis niloticus
- Chiloglanis occidentalis
- Chrysichthys auratus
- Chrysichthys maurus
- Chrysichthys nigrodigitatus
- Citharinus citharus
- Citharinus latus
- Clarias anguillaris
- Clarias gariepinus
- Clarotes laticeps
- Clypeobarbus hypsolepis
- Cromeria occidentalis
- Ctenopoma petherici

## D
- Distichodus brevipinnis
- Distichodus engycephalus
- Distichodus rostratus

## E
- Epiplatys bifasciatus
- Epiplatys spilargyreius

## G
- Garra waterloti
- Gobiocichla wonderi

## H
- Hemichromis bimaculatus
- Hemichromis fasciatus
- Heterobranchus bidorsalis
- Heterobranchus longifilis
- Heterotis niloticus
- Hippopotamyrus pictus
- Hippopotamyrus psittacus
- Hydrocynus brevis[1]
- Hydrocynus forskahlii
- Hydrocynus somonorum
- Hydrocynus vittatus
- Hyperopisus bebe

## L
- Labeo coubie
- Labeo parvus
- Labeo senegalensis
- Laeviscutella dekimpei
- Lates niloticus
- Leptocypris niloticus

## M
- Malapterurus electricus
- Malapterurus minjiriya
- Marcusenius deboensis
- Marcusenius mento
- Marcusenius senegalensis
- Mastacembelus nigromarginatus
- Mastacembelus praensis
- Micralestes elongatus
- Micralestes occidentalis
- Micropanchax ehrichi[2]
- Micropanchax pfaffi
- Mochokus niloticus
- Mormyrops anguilloides
- Mormyrops caballus
- Mormyrops oudoti
- Mormyrus rume

## N
- Nannocharax ansorgii
- Nannocharax fasciatus
- Nannocharax lineomaculatus
- Nannocharax occidentalis
- Neolebias unifasciatus
- Nothobranchius thierryi

## O
- Oreochromis aureus
- Oreochromis niloticus

## P
- Papyrocranus afer
- Parachanna obscura
- Paradistichodus dimidiatus
- Parailia pellucida
- Pellonula leonensis
- Petrocephalus ansorgii
- Petrocephalus bovei
- Petrocephalus pallidomaculatus
- Petrocephalus soudanensis
- Pollimyrus petricolus
- Polypterus endlicherii
- Polypterus senegalus
- Poropanchax normani
- Pronothobranchius kiyawensis
- Protopterus annectens

## R
- Raiamas nigeriensis
- Raiamas senegalensis
- Rhabdalestes septentrionalis

## S
- Sarotherodon galilaeus
- Schilbe intermedius
- Schilbe mystus
- Scriptaphyosemion guignardi
- Sierrathrissa leonensis
- Siluranodon auritus
- Synodontis batensoda
- Synodontis budgetti
- Synodontis clarias
- Synodontis courteti
- Synodontis eupterus
- Synodontis filamentosus
- Synodontis gobroni
- Synodontis membranaceus
- Synodontis nigrita
- Synodontis ocellifer
- Synodontis resupinatus
- Synodontis schall
- Synodontis sorex
- Synodontis vermiculatus
- Synodontis violaceus

## T
- Tilapia dageti
- Tilapia zillii
- Tylochromis sudanensis[3]